# Sambin (Saponé)
Pour les articles homonymes, voir Sambin.
Sambin ou Sambsen ou Sambusin, est une commune rurale située dans le département de Saponé de la province du Bazèga dans la région du Centre-Sud au Burkina Faso.

## Géographie
Située au croisement de la route nationale 6 et de la route département 39, la commune Sambin est à 4 kilomètres au Nord-Est du chef-lieu Saponé et à 25 km au Sud du centre de la capitale Ouagadougou. 

## Histoire
Du fait de sa situation de nœud routier – et de l'excentration du chef-lieu Saponé de la RN6 – le village de Sambin s'est fortement développé ces dernières années, avec la construction d'un centre-ville et d'un quartier résidentiel au Nord.

## Économie
L'économie de la ville est liée à son activité marchande due à sa position entre Saponé et Ouagadougou pour le commerce des biens et produits.

## Services publics
Le centre de soins le plus proche de Sambin est le centre médical de Saponé.
Sambin accueille une brigade de gendarmerie.